# 南伊東駅
南伊東駅（みなみいとうえき）は、静岡県伊東市桜ガ丘一丁目にある、伊豆急行伊豆急行線の駅である。駅番号はIZ02。

## 歴史
建設時の仮称駅名は「伊豆鎌田駅」であった。
- 1961年（昭和36年）12月10日：開業。

## 駅構造

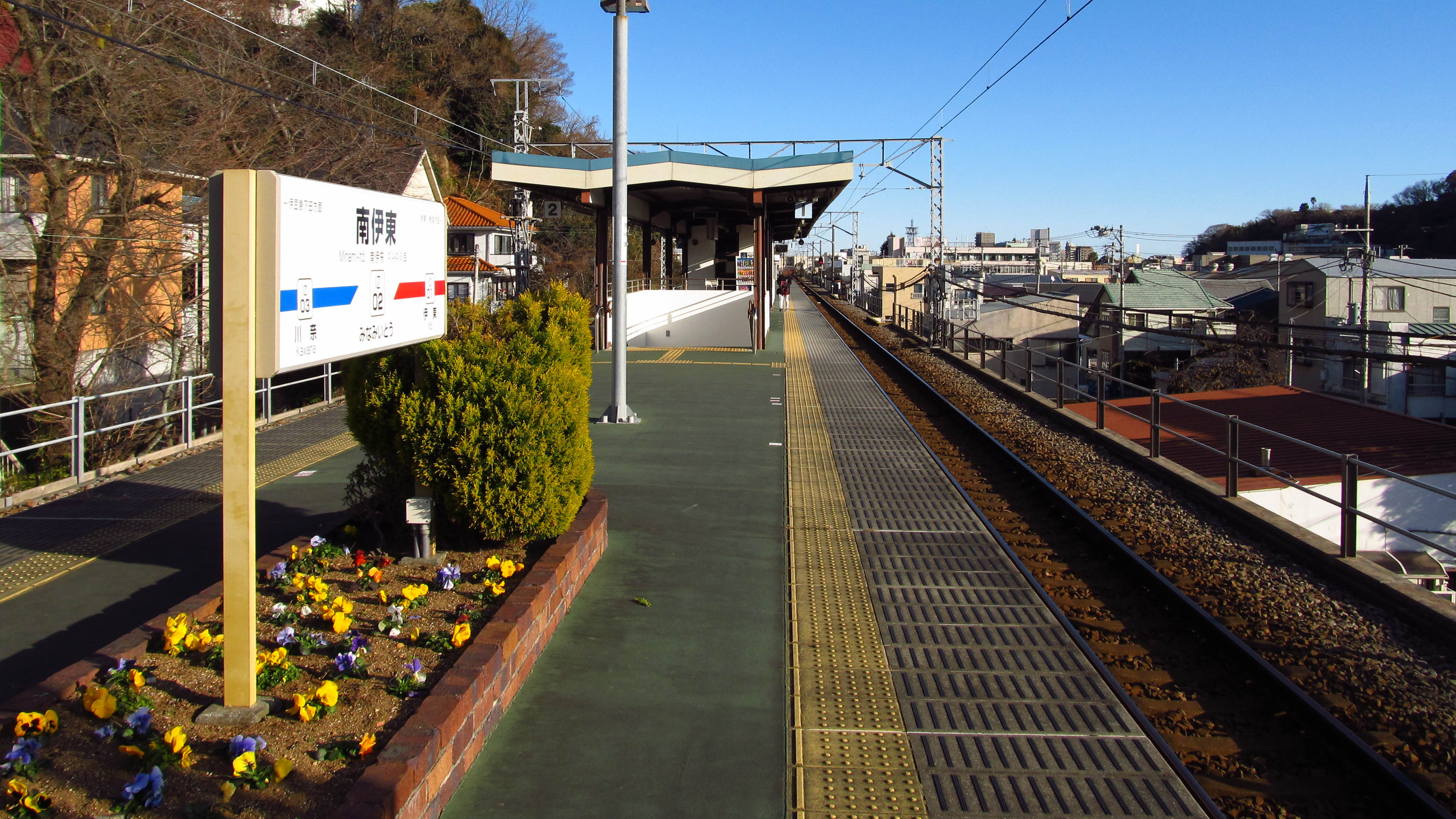
ホーム（2018年1月）

島式ホーム1面2線を有する高架駅。伊豆急行線の特急通過駅で唯一発車の合図に電子ベルが放送される。

### のりば
| 番線 | 路線       | 方向 | 行先           |
| ---- | ---------- | ---- | -------------- |
| 1・2 | 伊豆急行線 | 下り | 伊豆急下田方面 |
| 1・2 | 伊豆急行線 | 上り | 伊東・熱海方面 |

1番線側が直線となる一線スルー構造になっている。このため、当駅で列車交換が無い場合は、上下線とも1番線を優先的に使用している。

### 構内
- 伊豆急行線ではSuicaなどの交通系ICカードの使用が可能であるが、南伊東駅は線内に9駅ある簡易チャージ機設置駅の1つである[2]。
- 改札口付近に待合室がある。

## 利用状況
- 2020年（令和2年）度の1日平均乗車人員は400人である。

近年の1日平均乗車人員の推移は以下の通りである。
| 年度               | 1日平均 乗車人員 | 出典     |
| ------------------ | ---------------- | -------- |
| 1993年（平成05年） | 1,239            | [ * 1 ]  |
| 1994年（平成06年） | 1,191            | [ * 2 ]  |
| 1995年（平成07年） | 1,135            | [ * 3 ]  |
| 1996年（平成08年） | 1,115            | [ * 4 ]  |
| 1997年（平成09年） | 1,043            | [ * 5 ]  |
| 1998年（平成10年） | 962              | [ * 6 ]  |
| 1999年（平成11年） | 897              | [ * 7 ]  |
| 2000年（平成12年） | 861              | [ * 8 ]  |
| 2001年（平成13年） | 825              | [ * 9 ]  |
| 2002年（平成14年） | 722              | [ * 10 ] |
| 2003年（平成15年） | 693              | [ * 11 ] |
| 2004年（平成16年） | 672              | [ * 12 ] |
| 2005年（平成17年） | 677              | [ * 13 ] |
| 2006年（平成18年） | 663              | [ * 14 ] |
| 2007年（平成19年） | 657              | [ * 15 ] |
| 2008年（平成20年） | 644              | [ * 16 ] |
| 2009年（平成21年） | 636              | [ * 17 ] |
| 2010年（平成22年） | 601              | [ * 18 ] |
| 2011年（平成23年） | 547              | [ * 19 ] |
| 2012年（平成24年） | 573              | [ * 20 ] |
| 2013年（平成25年） | 602              | [ * 21 ] |
| 2014年（平成26年） | 562              | [ * 22 ] |
| 2015年（平成27年） | 579              | [ * 23 ] |
| 2016年（平成28年） | 584              | [ * 24 ] |
| 2017年（平成29年） | 601              | [ * 25 ] |
| 2018年（平成30年） | 589              | [ * 26 ] |
| 2019年（令和元年） | 581              | [ * 27 ] |
| 2020年（令和02年） | 400              | [ * 28 ] |

## 駅周辺
- 伊東温泉競輪場
- 伊東市民病院
- 伊東自動車学校
- 奥野ダム（松川湖）
- 静岡県道12号伊東修善寺線
- ヤマダデンキテックランド伊東店
- エディオン伊東店

## バス路線
駅東側にある「南伊東駅口」停留所にて、東海バス（伊東営業所）の路線バスが発着する。
- I20・I50・I51・I54・I56：伊東駅
- I50：十足広場
- I51：荻車庫
- I55・I56：かどの球場
- I66：シャボテン公園
- I76：伊豆高原駅 / 伊東市民病院

## 隣の駅
伊豆急行
 伊豆急行線
伊東駅（IZ01） - 南伊東駅（IZ02） - 川奈駅（IZ03）

### 記事本文
1. ↑  「伊豆急行で駅名改称」『交通新聞』交通協力会、1961年10月18日、1面。
2. ↑  “伊豆急－おすすめ電車旅＜観光・海・リゾート・温泉＞”. 伊豆急. 2020年2月10日閲覧。

### 利用状況
静岡県統計年鑑
1. ↑  静岡県統計年鑑1993（平成5年） (PDF)
2. ↑  静岡県統計年鑑1994（平成6年） (PDF)
3. ↑  静岡県統計年鑑1995（平成7年） (PDF)
4. ↑  静岡県統計年鑑1996（平成8年） (PDF)
5. ↑  静岡県統計年鑑1997（平成9年） (PDF)
6. ↑  静岡県統計年鑑1998（平成10年） (PDF)
7. ↑  静岡県統計年鑑1999（平成11年） (PDF)
8. ↑  静岡県統計年鑑2000（平成12年） (PDF)
9. ↑  静岡県統計年鑑2001（平成13年） (PDF)
10. ↑  静岡県統計年鑑2002（平成14年） (PDF)
11. ↑  静岡県統計年鑑2003（平成15年） (PDF)
12. ↑  静岡県統計年鑑2004（平成16年） (PDF)
13. ↑  静岡県統計年鑑2005（平成17年） (PDF)
14. ↑  静岡県統計年鑑2006（平成18年） (PDF)
15. ↑  静岡県統計年鑑2007（平成19年） (PDF)
16. ↑  静岡県統計年鑑2008（平成20年） (PDF)
17. ↑  静岡県統計年鑑2009（平成21年） (PDF)
18. ↑  静岡県統計年鑑2010（平成22年） (PDF)
19. ↑  静岡県統計年鑑2011（平成23年） (PDF)
20. ↑  静岡県統計年鑑2012（平成24年） (PDF)
21. ↑  静岡県統計年鑑2013（平成25年） (PDF)
22. ↑  静岡県統計年鑑2014（平成26年） (PDF)
23. ↑  静岡県統計年鑑2015（平成27年） (PDF)
24. ↑  静岡県統計年鑑2016（平成28年） (PDF)
25. ↑  静岡県統計年鑑2017（平成29年） (PDF)
26. ↑  静岡県統計年鑑2018（平成30年） (PDF)
27. ↑  静岡県統計年鑑2019（令和元年） (PDF)
28. ↑  静岡県統計年鑑2020（令和2年） (PDF)